# IC 1379
IC 1379 ist eine Elliptische Galaxie vom Hubble-Typ E0 im Sternbild Füllen nördlich der Ekliptik. Sie ist schätzungsweise 576 Millionen Lichtjahre von der Milchstraße entfernt und hat einen Durchmesser von etwa 50.000 Lichtjahren.
Im selben Himmelsareal befinden sich u. a. die Galaxien IC 1380 und IC 5111.
Das Objekt wurde am 29. Juli 1892 von Stéphane Javelle entdeckt.